# Walter Courvoisier

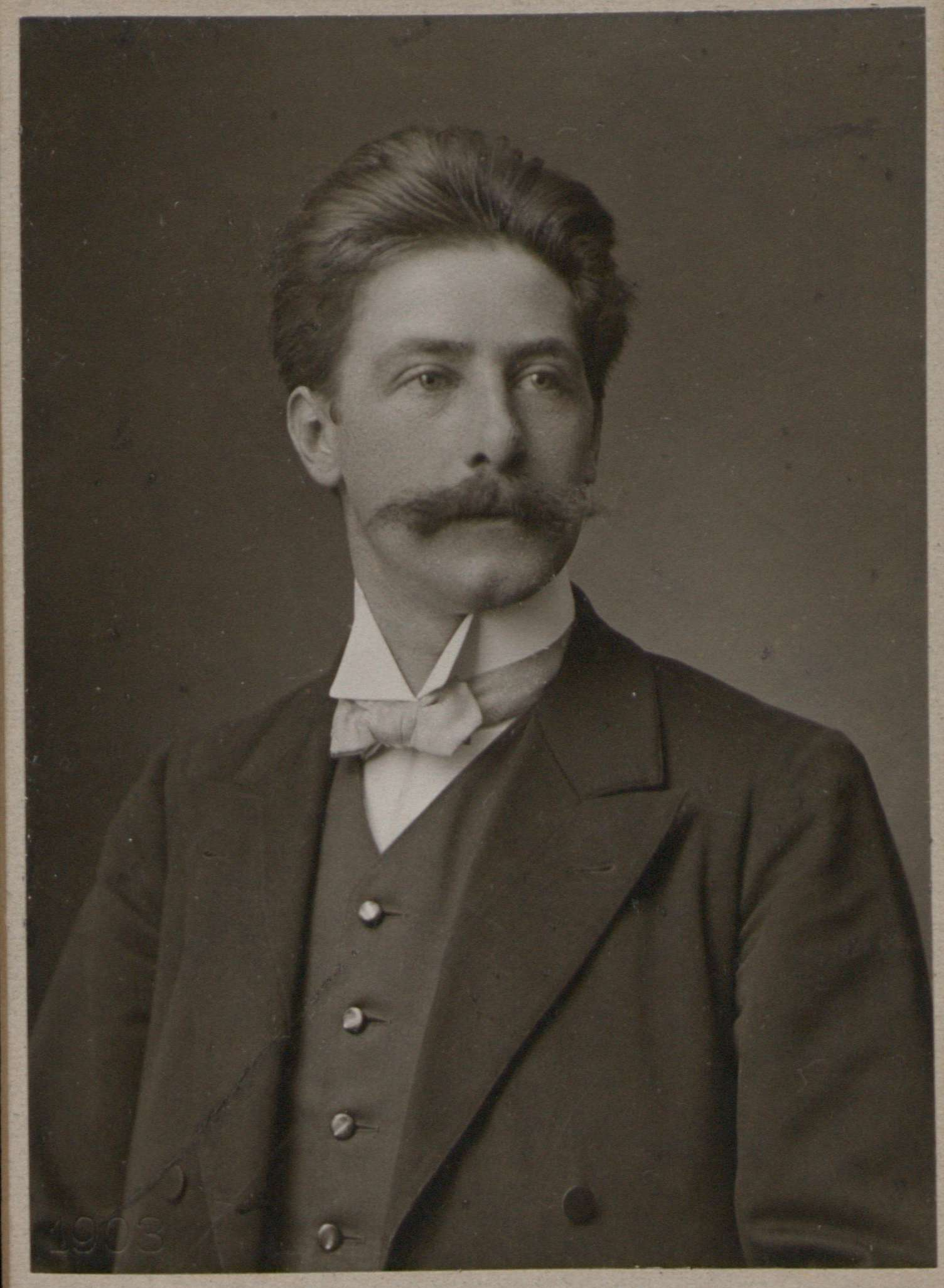
Walter Courvoisier

Walter Courvoisier (Riehen, 7 febbraio 1875 – Locarno, 27 dicembre 1931) è stato un compositore, direttore d'orchestra e docente svizzero.

## Biografia
Courvoisier nacque a Riehen, figlio del chirurgo Ludwig Georg Courvoisier. Conseguì il dottorato in medicina. Nel 1902 si trasferì a Monaco per studiare musica. Fu allievo di Ludwig Thuille e successivamente insegnò teoria musicale e composizione musicale presso la Hochschule für Musik und Theater München.

## Composizioni

### Opere
- Gruppe aus dem Tartarus (1904)
- Der Dinurstrom (1906)
- Das Schlachtschiff Téméraire (1796) (1906)
- Lanzelot und Elaine (1910-12)
- Auferstehung (1915)
- Die Krähen (1919/20)
- Der Sünde Zauberei (1929)

### Lieder
- Sieben Lieder op. 2 (1903)
- Acht Gedichte von Anna Ritter op. 3 (1903)
- Fünf Lieder für tiefe Stimme op. 7 (1904)
- Sieben Gedichte von Peter Cornelius op. 8 (1905)
- Zwei Gedichte von Theodor Storm, Vier Gedichte von Klaus Groth op. 13 (1906)
- Fünf Gedichte von Wilhelm Hertz op. 14 (1903/04)
- Drei Gedichte von Emanuel Geibel op. 15 (1906)
- Fünf Gedichte von Friedrich Hebbel op. 16 (1907/08)
- Fünf Gedichte von Peter Cornelius op. 17 (1908)
- Zwei Sonette von Michelangelo und altitalienisches Sonett op. 18 (1906/08)
- Sieben Gedichte von Emanuel Geibel op. 19 (1906/08)
- Sieben alte deutsche Gedichte op. 23 (1909/10)
- Gedichte von Hermann Hesse op. 24 (1917-1929)
- Geistliche Lieder in fünf Bänden op. 27 (1917-1919)
- Kleine Lieder zu Kinderreimen op. 28 (1916-1919)
- Lieder su alte Deutsche Gedichte op. 29 (1912/14, 1920/1925)